# Patrizia Toia
Patrizia Toia (Pogliano Milanese, 17 marzo 1950) è una politica italiana, membro del Parlamento europeo dal 2004 al 2024.

## Biografia
Nata a Pogliano Milanese, in provincia di Milano, si è diplomata al liceo classico di Legnano e laureata in scienze politiche all'Università Statale di Milano, per poi specializzarsi in "Pianificazione Strategica" all'Università commerciale Luigi Bocconi, e in seguito lavora come dirigente del "Servizio Programmazione" della Regione Lombardia.

### Carriera politica

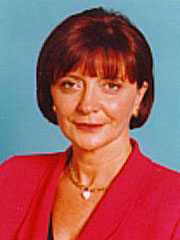
Patrizia Toia al Senato

Intraprende la carriera politica nella Democrazia Cristiana, assumendo le cariche di consigliera comunale di Vanzago (Lombardia), consigliere e assessore regionale della Lombardia, con incarichi di giunta in diversi periodi: assessore al Coordinamento per i Servizi Sociali, Assessore alla Sanità, Assessore al Bilancio. Coinvolta nel 1995 in un'inchiesta sulla spartizione politica delle ASL lombarde, fu prosciolta per l'intervenuta abolizione del reato di abuso d'ufficio non patrimoniale.

#### Parlamentare del PPI e della Margherita
Tra il 1995 e il 1996 è stata deputata alla Camera per il Partito Popolare Italiano.
Alle elezioni politiche del 1996 viene eletta senatrice della Repubblica, (collegio 12 - Cinisello), ed è prima sottosegretario agli Affari esteri nei governi Prodi e D'Alema (con delega per i Diritti Umani, per i Rapporti con le Nazioni Unite, per le Relazioni culturali all'estero, per America Latina, Asia e Oceania, per l'Immigrazione e gli italiani all'estero) e in seguito ministro senza portafoglio per le Politiche comunitarie nel governo D'Alema II e per i Rapporti col Parlamento nel governo Amato II.
È rieletta senatrice nella regione Lombardia nel 2001, ma si dimette nel 2004 per incompatibilità e viene sostituita da Roberto Biscardini. Nel 2002 ha aderito alla Margherita, di cui ha svolto il ruolo di coordinatrice nella provincia di Milano.

#### Europarlamentare Uniti nell'Ulivo (ALDE)

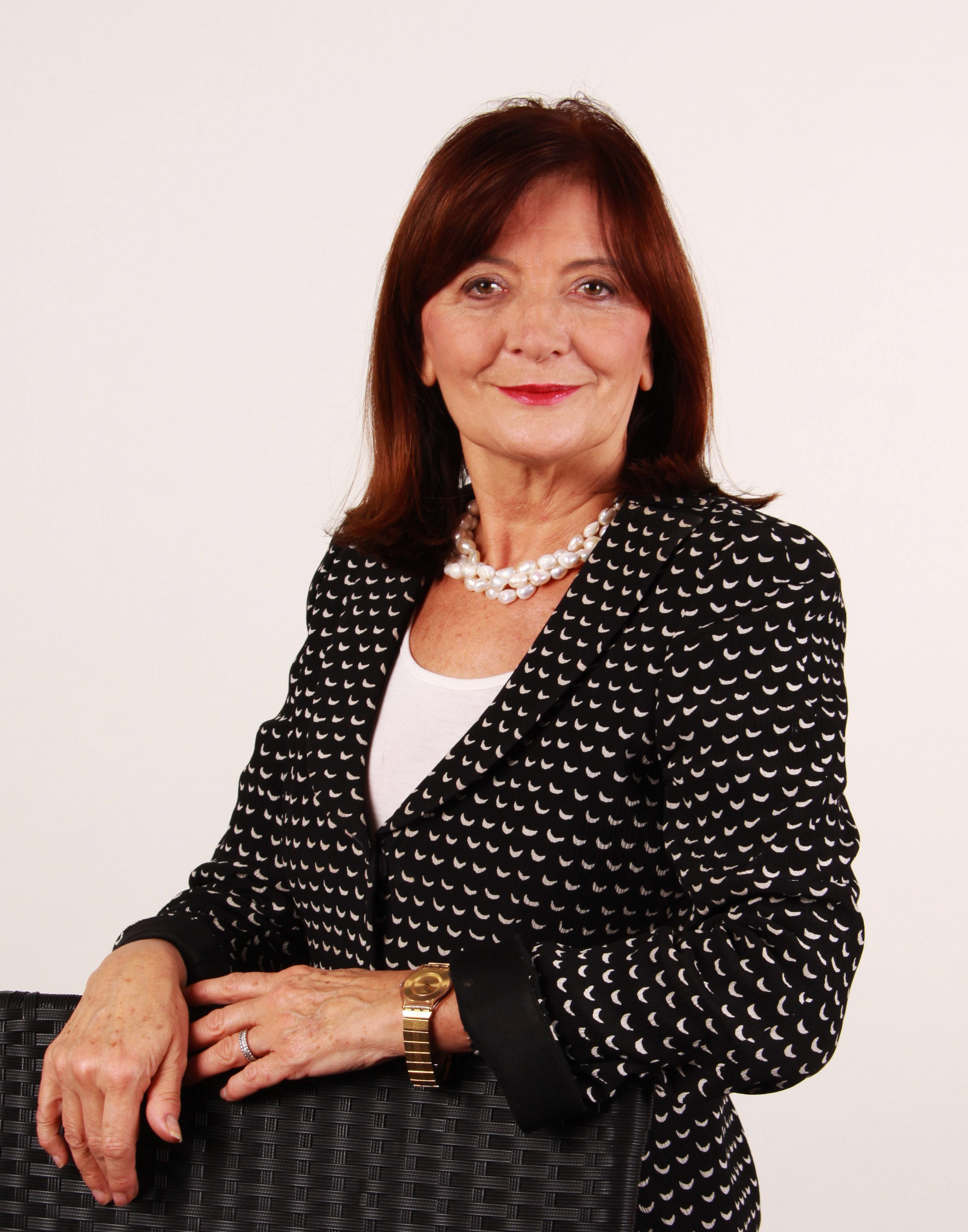
Patrizia Toia nel 2014

Deputata del Parlamento europeo, eletta nel 2004 per la lista di Uniti nell'Ulivo nella circoscrizione nord-ovest, ricevendo 113 000 preferenze. In questa legislatura è stata iscritta al gruppo parlamentare dell'ALDE, di cui è vicepresidente.
È membro della Commissione per l'industria, la ricerca e l'energia; della Commissione per l'occupazione e gli affari sociali; della Delegazione alla commissione parlamentare mista UE-Cile; della Delegazione alla commissione parlamentare mista UE-Messico. Ha scritto e portato all'approvazione del Parlamento europeo il 19 febbraio 2009 il suo Rapporto di Iniziativa sull'Economia sociale di mercato per un maggiore riconoscimento culturale e giuridico di tutte le realtà del mondo associativo, delle imprese sociali, delle cooperative, delle fondazioni e delle mutue.
Ai referendum abrogativi del 2005 dichiara di astenersi "per dire no", in conformità con le indicazioni di voto della CEI volte a far fallire il referendum per mancanza di quorum, come poi avvenuto.
Il 23 maggio 2007 fu designata tra i 45 membri del Comitato nazionale per il Partito Democratico, partito del quale è tuttora esponente. Alle elezioni primarie del 2009 del PD ha sostenuto la candidatura del segretario uscente Dario Franceschini.

#### Eurodeputata PD (S&D)
Dal 2009 è riconfermata parlamentare europea eletta nelle liste del Partito Democratico e facente parte del Gruppo dell'Alleanza Progressista dei Socialisti e dei Democratici al Parlamento europeo (S&D) di cui è vicecapogruppo. Vicepresidente della Commissione per l'Industria, la Ricerca e l'Energia. Componente della Delegazione all'Assemblea parlamentare paritetica ACP-UE; membro sostituto della Commissione per lo sviluppo e la Delegazione per le relazioni con il Mercosur.

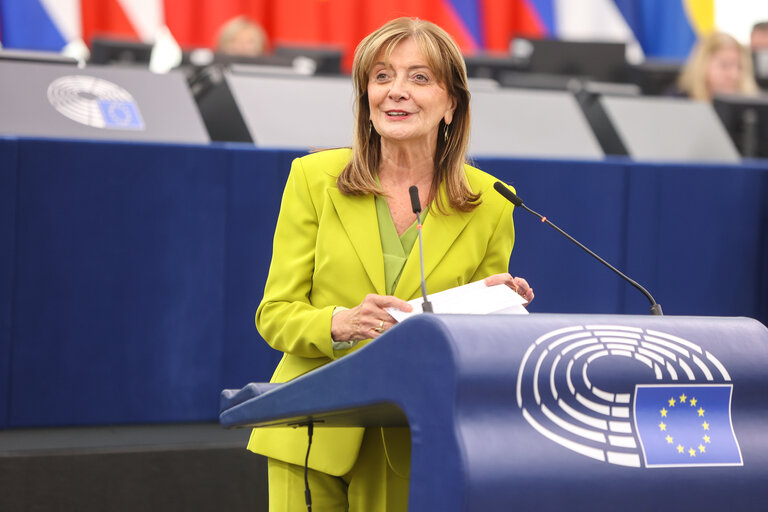
Patrizia Toia nel 2023

Nel 2013 si astiene nella votazione sul Rapporto Estrela sui diritti sessuali e riproduttivi, con altri 6 europarlamenti PD, in dissenso rispetto alle indicazioni di voto del gruppo parlamentare S&D, facendo così passare una mozione del centro-destra (PPE, ECR, EFD), in quanto "non c'era motivo di votare contro" la mozione del PPE.
Nel 2014 si candida alle elezioni europee ed il 25 maggio risulta di nuovo eletta, con 87.135 preferenze essendo la quarta eletta nella circoscrizione Italia nord-occidentale per il Pd.
Il 22 luglio 2014 viene eletta con 19 voti capodelegazione al Parlamento europeo del PD, che, con 31 eurodeputati, è la maggiore forza politica all'interno del gruppo europeo S&D. Tale scelta ha suscitato qualche dissenso in alcune frange del partito per i suoi pareri contrari alle nozze gay.
Si ricandida alle elezioni europee del 2019 con il PD nella circoscrizione Italia nord-occidentale; con 79.795 preferenze, viene eletta in quarta posizione.
Nel maggio del 2024, in occasione delle elezioni europee, viene nuovamente ricandidata nella lista del PD per la circoscrizione nord-occidentale. Tuttavia si piazza nona in lista con quasi 30.000 preferenze non venendo rieletta dopo 20 anni.